# Auximella producta
Auximella producta är en spindelart som först beskrevs av Chamberlin 1916.  Auximella producta ingår i släktet Auximella och familjen mörkerspindlar.
Artens utbredningsområde är Peru. Inga underarter finns listade.